# دم الملوك

 دم الملوك هو دواء شعبي قديم لمرض السعار البَشَري، كان يؤخذ من دم الملوك والنبلاء العرب بِفَصْد أحد عروقهم، ثم يُخلَط الدم بماء أو بغيره ويشربه الإنسان المسعور فيُعتقد أنّه يُشفى. وكانت الحكماء تُوصي الحجامين بحفظ دم الملوك لأجل مداواة المكلوبين. وفي العصور المتأخرة، عُرفت عشيرة عربية اسمها «البرزان» أو «البرازات»، يعتقدون بأن في دمائهم دواء للكلَب.

## التاريخ
كان من اعتقاد أهل الجاهلية أن دم الرئيس يشفي من عضّة الكلْب، فإذا كُلِبَ إنسانٌ (عَضَّهُ كلْبٌ مسعور) أتوا رجلُا شريفًا فيقطر لهم من دم أصبعه فيسقون المكلوب ويبرأ. أو يسقونه من دم ملك فيشفى. جاء في المثل: دماء الملوك شفاء الكَلَب، ودماء الملوك أشفى من الكَلَب. قال أهل الأخبار عن الكَلَب: وأجمعت العرب أن دواءه قطرة من دم مَلِكٍ يخلط بماء فَيُسْقاه فيُشفَى بذلك من الكَلَب. قال جواد علي ولو لم يكن للجاهليّين رأي خاص في الملوك والأشراف، وفي وجود تفوق لهم على سواد الناس، لما اعتقدوا هذا الاعتقاد في إشفاء دماء الملوك والأشراف لمن يُصيبه الكَلَب، وبعدم إشفاء دم غيرهم لهؤلاء المرضى. وقال الجاحظ: "الكَلَب داء يقع في الإبل، ويقال للرجل إذا عضّه الكلْبُ الكَلِبُ وقد كُلِبَ الرجلُ. ويقال: إن الرجل الكَلِبَ إذا عض إنساناً آخر يأتون رجلاً شريفاً، فيقطر لهم من دم أصبعه، فيسقون ذلك الكَلِب فيبرأ.

## في الأدب
كان بين عمرو بن الضرب العمليقي وبين جذيمة الأبرش حروب فانتصر جذيمة عليه وقتله، وكان لعمرو بنت تدعى الزَبّاء صارت ملكة بعد أبيها، وبَنَتْ على الفرات مدينتين متقابلتين وأطمَعْتُهُ بالزواج منها حتى اغْترَّ وذهب إليها فقتلته وأخذت بثأر أبيها، وقالت، وهي متهكِّمة، إني أنبئت أن دماء الملوك شفاء من الكَلَب !، ثم أجْلَسَتْ جذيمة على بساط وأمرت بطست من ذهب فأعدّته له وسقته من الخمر حتى سَكِرَ، وأمرت أن يُقطع وريده فَقُطِعَ وقدمت إليه الطست فقطر من دمه خارج الطست، فقالت الزَبّاء لا تضيعوا دمَ الملوك فقال لها جذيمة، لا يحزنك دمٌ ضَيّعَهُ أهلُه.
ويُنسَب لعمرو بن حممة الدوسي قوله:
```
وقال 
الكميت
:
[
8
]
```

وانتقل الاعتقاد بدم الملوك من الخرافة إلى الخيال التصويري في قول الشاعر محمد محمود الزبيري:

## تعريف الكَلَب
الكَلَب: جنون الكلاب الذي يصيبها إن أكلت من لحم الإنسان، فيأخذها لذلك سُعار وداء شِبْهُ الجنون، ويسمى السُعار والغلَث، وهو مرَضٌ مُعْدٍ يقضي على الخلايا العصبية في الدماغ، ويُسمّى الكَلْب المصاب بالسعار الكَلْب الكَلِب، والكَلْب المغلوث.

## طريقة التداوي
يُقطع شريان صغير بآلة حادة، حتى ينزف ثم يؤخذ سنتيمتر من الدم، ويذرف داخل كوب، ويُصبّ ماءٌ فوقَ قطرات الدم حتى يمتلأ الكوب فيختلط الدم القليل بالماء الكثير ويسهل على المريض شربه.

### أدوية أخرى
- قال أبو بكر الرازي في كتابه الحاوي في الطب «الخل الذي يُخلَط به ملح صالح ويُترك أياماً جيد لعضة الكَلْب الكَلِب».[13]
- قال ابن سينا في كتابه القانون في الطب «السموم: هُوَ مَعَ البصل وَ الْملح ضمادٌ على عضة الْكَلْب الكَلِب وَغَيره».[14]
- قال الفراهيدي «دواء عضة الكَلْب الكَلِب الذراريحُ والعدس والشراب العتيق».[15]

## حكمه
التداوي بدم الملوك والنبلاء حرام، وفقاً لرأي عبد الله أبا بطين، والشيخ ابن عثيمين، وعبد الله بن عبد العزيز العقيل، لأنه برأيهم لا أصل له، والدم نجس، فالتداوي بالنجس حرام، وجوابهم لمن قال إنه قد ثبت نفعه بالتجربة أنهم يقولون إن الله لم يجعل شفاء الأمة في شيء مُحرَّم، وإن الشيء إذا كان مُحرَّماً في الشرع، فلا يجوز استعماله ولو كان نافعاً، وأما شرب عبد الله بن الزبير من دم الرسول صلى الله عليه وسلم فكان من خصائص الرسول وَحْدَهُ، وأنّ دَمَهَ طاهر، وقال محمد ناصر العبودي إنه لم يكن للإنسان المغلوث دواء شافٍ.

## دم البرزان

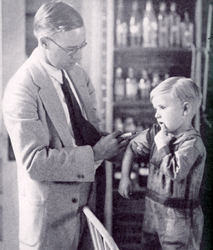
طفل وهو يُحقَن بلقاح داء الكَلَب

البرَازات هي عشيرة عربية وفخذ من قبيلة السهول، وهم من العرب الذين ما زالوا يعتقدون أنّ في دمائهم دواءً للسعار الذي يُسمّونه الغَلَث أو الغلاث، وقد ذكر حمد الجاسر تفسيرَهُ ورأيَه في اختصاص الدواء في دم هذه العشيرة فقال "إنّ البرزات ينحدرون من نسل الصحابي الجليل عبد الله بن الزبير بن العوام، الذي شرب دم الرسول، صلى الله عليه وسلم، «عندما احتجم الرسول، فقال له: اذهب فَوَارِهِ [مُواراة وإخفاء الدم لكيلا يعلم به أحد]، فأخذه ابن الزبير وشَرِبَهُ، فقال له الرسول: (ويل للناس منك وويل لك من الناس)»، ولعل بقاء الموروث الشعبي فيهم من بركة دم الرسول، صلى الله عليه وسلم". وقيل إن الاعتقاد بفضل دم الملوك قد انتقل إلى الأوربيين من طريق عرب الأندلس وإنّ نظرية الدم الأزرق أصلها من العرب. وذكر ديكسون روايةً عن الشيخ صباح الناصر الصباح وشيخٍ آخر من آل الصباح في 11 آب 1932م و 11 أيّار 1950م، أنّهم كانوا يعتقدون أنّ شفاء الغليث (المكلوب) الذي عضّه كلب مسعور، هو بشرب قطرات من دم واحد من عشيرة البرزان، وأكّد له هذه الرواية شيخُ البرزان عليُّ الشويربات المطيري عام 1935م، وفي عام 1947م أقْبَلَ 47 ذئباً على إحدى قرى حفر الباطن وعضّتْ 92 إنساناً، فاضطرَّ المعضوضون إلى شرب دم البرزان إلا خمسةً لم يشربوا، فشُفيَ الذين شربوا من الدم، ومات الخمسة، وقد نقص عدد المحتاجين لدم البرزان بعد انتشار الطب الحديث واختراع أدوية حديثة، إلا في المواطن الصحراوية.

### فحوص دم البرزان
لا تزال عشيرة البرزان أو البرازات يعتقدون بأن دمهم دواء للكلَب (السعار)، علماً بأنه وفقاً لمقالة للكاتب سعود المطيري في جريدة الرياض نُشرت يوم 25 أبريل، سنة 2010، فإنه قد عُملت دراسة لعيّنات من دم البرزان، ولم يُعثر على مضادات أو دليل يُسند الاعتقاد بوجود دواء في دمائهم، وأن الطب يعتقد ذلك من الخرافة، فيقول الذين يعتقدون بوجود الدواء في دم البرزان، إن الدواء في دمائهم «هبة من الخالق لا تدركها مختبرات الطب بسهولة».

### ثروة وطنية
نُشرَ في جريدة «حول الخليج» يوم 26 أيلول/سبتمبر، سنة 2019 رأي للإعلامي السعودي قبلان السويدي، قال فيه «دم البرزان هو من الدم النادر عربيا ويجب الأستفادة منه بشكل عاجل»، وناشد السويدي الملك سلمان بالنظر في إنشاء مصنع أدوية يُستفاد به من دم البرزان، وقال «وهذا الدم يعتبر ثروة وطنية نحسد عليها بين بلدان العالم»، وقال الدكتور عبد العزيز الدواس «فعلا هذه الفئة النادرة والفصيلة التي ليس لها مثل يجب الأستفادة منها ويكون ذلك بمقابل مالي دعم لهم لأنهم يستحقون ذلك بلاشك».